# Brachytarsomys albicauda
Brachytarsomys albicauda är en däggdjursart som beskrevs av Albert Günther 1875. Brachytarsomys albicauda ingår i släktet Brachytarsomys och familjen Nesomyidae. Inga underarter finns listade.

## Utseende
Arten når en absolut längd av 41 till 50 cm, inklusive en cirka 23 cm lång svans. Den väger 175 till 285 g (vanligen 200 till 220 g). Kännetecknande för arten är svansens bakre del som är vit. Dessutom är svansen endast täckt av några få hår. Den andra arten i samma släkte har däremot en svans som är täckt av päls. Kroppens undersida är vitaktig medan ovansidan och svansens främre del är brungrå. Den förlängda femte tån vid bakfoten förbättrar artens förmåga att klättra i träd.

## Utbredning och ekologi
Denna gnagare förekommer på östra Madagaskar. Arten vistas i kulliga områden och bergstrakter upp till 1600 meter över havet. Habitatet utgörs av fuktiga skogar.
Individerna är aktiva på natten och klättrar främst i växtligheten. De har boet i trädets håligheter. Honor föder upp till 6 ungar per kull. Brachytarsomys albicauda äter huvudsakligen frukter och kanske även frön. Individer i fångenskap åt inga blad när de var tillgängliga. Boet bevakas av fadern när honan vårdar ungarna. Ett exemplar delade boet med en örontofsmaki.

## Hot
Skogens omvandling till jordbruksmark och trädfällningar för produktionen av träkol påverkar beståndet. I begränsade regioner dör nästan alla individer på grund av sjukdomar som överförs av introducerade gnagare. Brachytarsomys albicauda jagas för köttets skull vad som är ovanlig för en gnagare på Madagaskar. Befolkningen betraktar arten som en motsvarighet till en lemur. I svår tillgängliga bergslagen är populationen antagligen stor. IUCN kategoriserar arten globalt som livskraftig.